# اورمان‌جیک (فکه)
اورمان‌جیک (به ترکی استانبولی: Ormancık) یک منطقهٔ مسکونی در ترکیه است که در فکه، ترکیه واقع شده‌است.